# Привабливий обман
«Привабливий обман» (англ. The Lovable Cheat) — американська кінокомедія Ріхарда Освальда 1949 року.

## Сюжет
Бізнесмен і його партнер на межі банкрутства, якось партнер пропонує поплисти і якось знайти гроші, які їм так необхідні. Тим часом, бізнесмен один залишається затримати всіх кредиторів, друзів, родину, інвесторів тощо, поки його партнер не повернеться — якщо його партнер повернеться.

## У ролях
- Чарльз Рагглз — Клод Мерсадет
- Пеггі Енн Гарнер — Джулія Мерсадет
- Річард Ней — Жак Мінар
- Алан Маубрей — Джустін
- Іріс Адріан — мадам Мерсадет
- Людвіг Донат — Віолетта
- Фріц Фельд — монсеньор Луїс
- Бастер Кітон — Гулард